# Apprompron-Afêwa
Apprompron-Afêwa  est une localité de l'est de la Côte d'Ivoire, et appartenant au département d'Indénié-Djuablin, Région du Moyen-Comoé.
La localité d'Apprompron-Afêwa est un chef-lieu de commune.